# Welcome (Carolina del Norte)
Welcome es un lugar designado por el censo ubicado en el condado de Davidson y en el estado estadounidense de Carolina del Norte. La localidad en el año 2000, tenía una población de 3.538 habitantes en una superficie de 24,2 km², con una densidad poblacional de 146,1 personas por km².

## Geografía
Welcome se encuentra ubicado en las coordenadas 35°54′17″N 80°15′9″O / 35.90472, -80.25250. Según la Oficina del Censo, la localidad tiene un área total de 24,2 km² (9,3 mi²), de la cual 24,2 km² (9,3 mi²) es tierra y 0 km² (0 mi²) (0.0%) es agua.

### Localidades adyacentes
El siguiente diagrama muestra a las localidades en un radio de 24 kilómetros (14,9 mi) de Welcome.

## Demografía
En el 2000 la renta per cápita promedia del hogar era de $42.266, y el ingreso promedio para una familia era de $51.810. El ingreso per cápita para la localidad era de $21.303. En 2000 los hombres tenían un ingreso per cápita de $32.183 contra $26.495 para las mujeres. Alrededor del 13.20% de la población estaba bajo el umbral de pobreza nacional.